# Ulpius Titus
Ulpius Titus (sein Praenomen ist nicht bekannt) war ein im 2. oder 3. Jahrhundert n. Chr. lebender Angehöriger der römischen Armee. Durch eine Inschrift auf einem Grabstein, der in Rom gefunden wurde, sind einzelne Stationen seiner Laufbahn bekannt.

## Inschrift
Titus diente zunächst in einer Ala I Thracum. Aus dieser Einheit wurde er als Reiter (eques singularis) in die berittene Leibgarde des Kaisers nach Rom berufen, wo er in der Turma von Emeritus diente. Er war 16 Jahre in der Armee und starb im Alter von 35 Jahren. Titus bezeichnet sich als Angehörigen des Volksstamms der Boier (natione Boius).
Der Grabstein wurde durch C. Cestius Severus, einen Veteranen, im Auftrag der Erben von Titus errichtet: die Erben waren sein Vater Ulpius Felicio sowie Septimius Provincialis und Marcellinus Verus, bei denen es sich vermutlich um Kameraden von Titus handeln dürfte.

## Datierung der Inschrift
Bei der EDCS wird die Inschrift auf den Zeitraum zwischen 193 und 300 n. Chr. datiert. Péter Kovács datiert sie auf frühestens Ende des 2. Jhd., am ehesten aber in das 3. Jahrhundert; er geht davon aus, dass das römische Bürgerrecht den Vorfahren des Titus durch Trajan verliehen wurde und dass Titus während der Regierungszeit von Septimius Severus (193–211) in die berittene Leibgarde eintrat. John Spaul nimmt dagegen an, dass Titus das Bürgerrecht durch Trajan erhielt und dass er während der Regierungszeit von Trajan zur Leibgarde übertrat.

## Ala I Thracum
Péter Kovács geht davon aus, dass Titus in der Ala I Thracum Victrix gedient hat; diese Einheit ist durch Militärdiplome von 126 bis 163 n. Chr. in der Provinz Pannonia superior belegt. Laut John Spaul haben auch Conrad Cichorius und Konrad Kraft angenommen, dass Titus in dieser Einheit gedient hat. John Spaul ordnet Titus dagegen der Ala I Thracum Veterana zu; diese Einheit ist durch Militärdiplome von 112 bis 115 in Pannonia superior nachgewiesen.